# 崔随
崔随（?—?），清河郡东武城（今河北省衡水市故城县）人。西晋官員。父亲崔林。
崔随在晋朝担任尚书仆射，为人亮济。赵王司马伦杀死皇后贾南风，逼晋惠帝退位。301年，作禅让之诏，派使持节、尚书令满奋，仆射崔随为副，奉皇帝玺绶以禅位于司马伦。司马伦带兵五千人，自端门入宫，登太极殿，满奋、崔随、乐广向司马伦进玺绶。司马伦僭即帝位，大赦，改元建始。司马伦失败后，崔随被废位禁锢而卒。